# Остров Шкота
Остров Шкота — остров в архипелаге Императрицы Евгении в заливе Петра-Великого Японского моря, находится приблизительно в полукилометре к югу от острова Русский и в 20 км к югу от центра Владивостока. Административно остров относится к городу Владивостоку.
Постоянного населения на острове нет, но он часто посещаем людьми.
Площадь около 2,5 км², максимальная высота над уровнем моря — 146,6 м.

## География

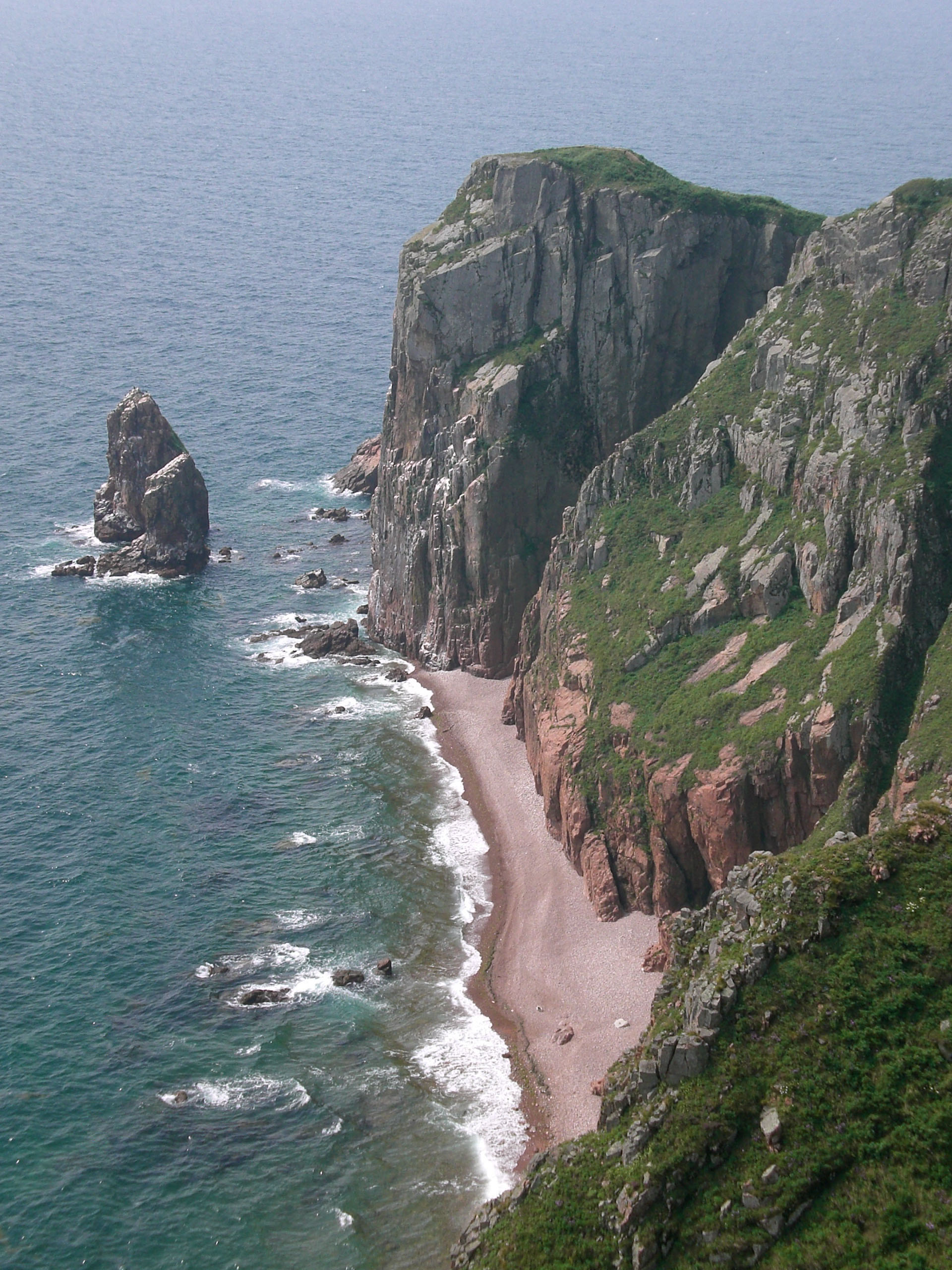
Мыс Маячный

Рельеф острова типичен для южного Приморья. Юго-восточное побережье, обращённое к открытому морю, более возвышенное. Обращённые на север и северо-запад склоны, полого спускаются к бухтам Новый Джигит и Пограничной. На север, к берегу острова Русский, протягивается галечная коса, которая заканчивается в мелководном проливе, не доходя до Русского около сотни метров. Остров Шкота самый крупный среди островов Приморья, до которого возможно добраться вброд.
Остров покрыт густым широколиственным лесом. Исключения составляют луга в верхних частях склона, обращённого к открытому морю, и пустыри на северной косе. На северо-западе имеется небольшой ручей, впадающий в бух. Дотовую. На восточном побережье имеются лишь небольшие источники пресной воды. Через весь остров, от косы до м. Маячный, проходит полузаросшая дорога.
На острове у юго-западного берега был кекур Палец (он же — Бакланий Столбик) в форме башни. 3-4 сентября 2020 года он был уничтожен тайфуном Майсак.

## История

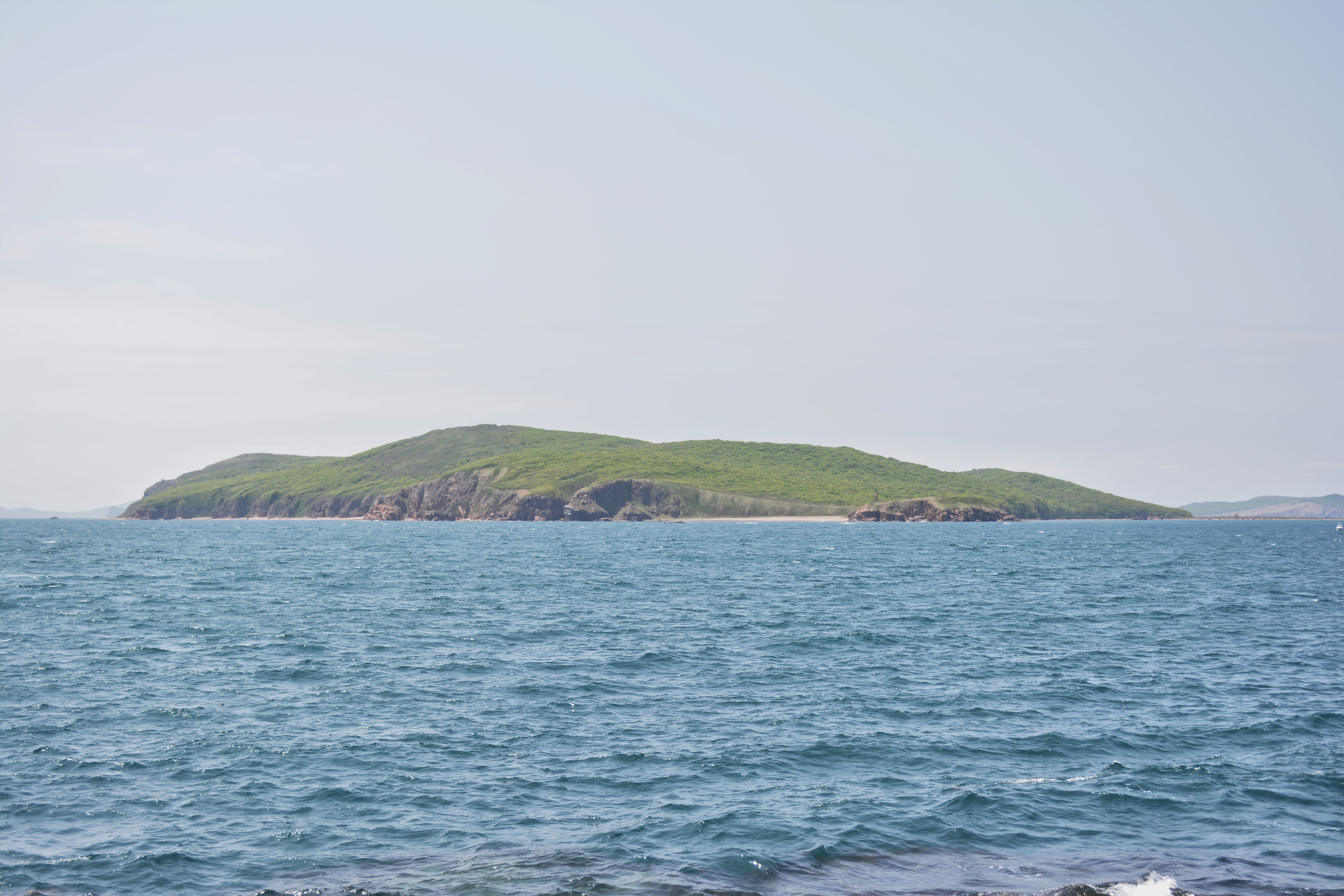
Остров Шкота с мыса Тобизина

Остров назван в честь капитан-лейтенанта Н. Я. Шкота, служившего на пароходокорвете «Америка».
На острове сохранилось достаточно много военных объектов. На вершине расположилась береговая батарея № 904, поставленная на место одной из крепостных батарей. Недалеко от неё расположены руины городка артиллеристов.
На южном берегу над обрывом расположена ещё одна батарея крепости, на место которой при СССР была установленная батарея зенитных орудий. Помимо этого по периметру острова расположены долговременные огневые точки, а недалеко от маяка «сидит» одно из сооружений инфраструктуры батареи № 981 «Ворошиловская».